# Parafia Najświętszego Serca Pana Jezusa w Żernikach Wrocławskich
Parafia Najświętszego Serca Pana Jezusa w Żernikach Wrocławskich – parafia rzymskokatolicka w Wrocław południe archidiecezji wrocławskiej.
Erygowana w 1958.
W 2008 roku, z okazji złotego jubileuszu parafii, rozpoczęto budowę nowej świątyni.